# Santo Antão do Tojal
Santo Antão do Tojal ist eine Ortschaft und ehemalige Gemeinde in Portugal.

## Verwaltung

### Die Gemeinde
Santo Antão do Tojal ist eine ehemalige Gemeinde (Freguesia) im Kreis (Concelho) von Loures, Distrikt Lissabon. In ihr leben 4226 Einwohner (Stand 30. Juni 2011).
Folgende Ortschaften liegen im Gemeindegebiet:
- A-das-Lebres
- Manjoeira
- Pintéus
- Quinta Nova de São Roque
- Santo Antão do Tojal
- São Roque

Am 29. September 2013 wurde die Gemeinde im Zuge der administrativen Neuordnung mit der Gemeinde São Julião do Tojal zur neuen Gemeinde União das Freguesias de Santo Antão e São Julião do Tojal zusammengeschlossen. Sitz der neuen Gemeinde ist Santo Antão do Tojal.

### Bevölkerungsentwicklung

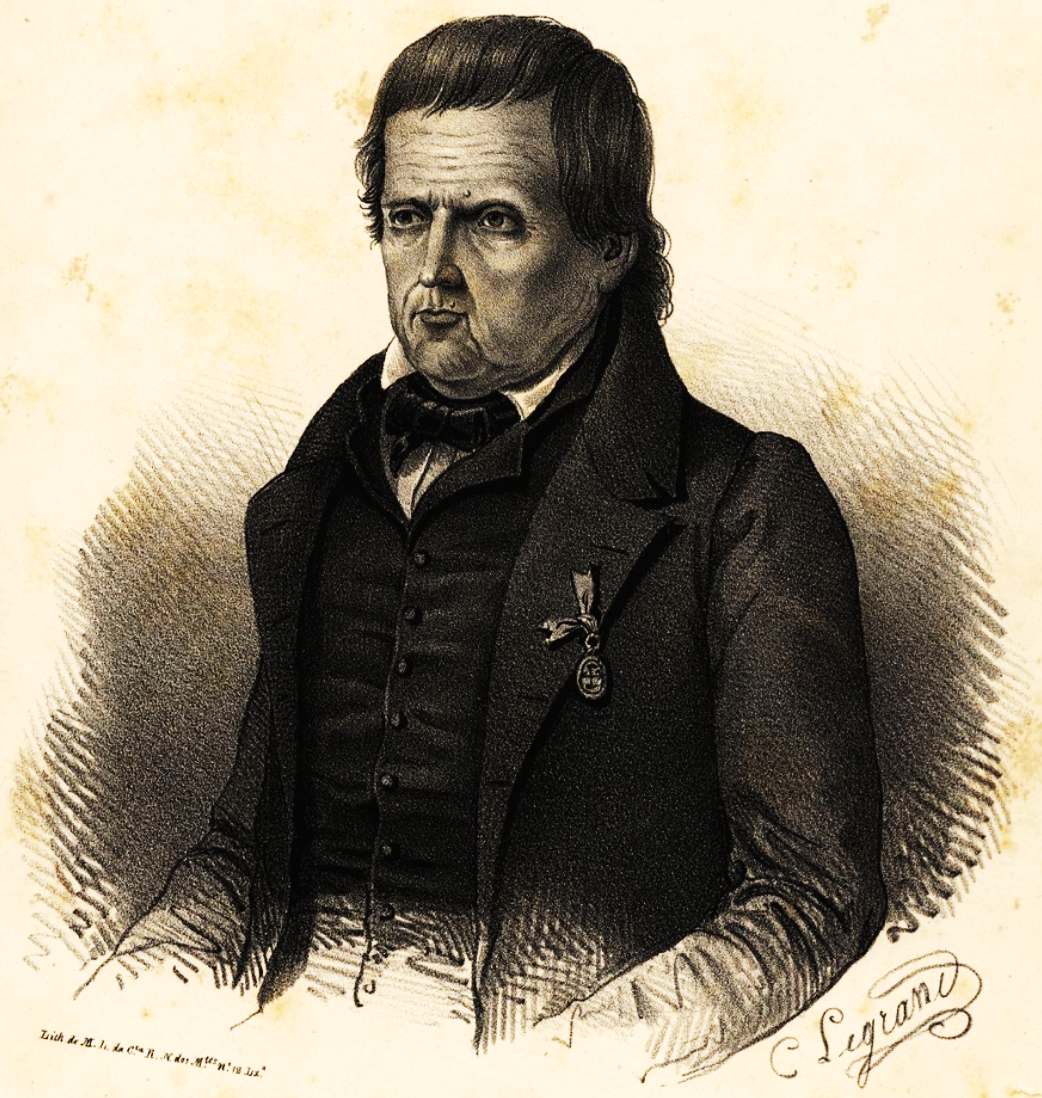
Félix de Avelar Brotero

| Einwohnerzahl der Gemeinde Santo Antão do Tojal (1862–2011) | Einwohnerzahl der Gemeinde Santo Antão do Tojal (1862–2011) | Einwohnerzahl der Gemeinde Santo Antão do Tojal (1862–2011) | Einwohnerzahl der Gemeinde Santo Antão do Tojal (1862–2011) | Einwohnerzahl der Gemeinde Santo Antão do Tojal (1862–2011) | Einwohnerzahl der Gemeinde Santo Antão do Tojal (1862–2011) | Einwohnerzahl der Gemeinde Santo Antão do Tojal (1862–2011) | Einwohnerzahl der Gemeinde Santo Antão do Tojal (1862–2011) | Einwohnerzahl der Gemeinde Santo Antão do Tojal (1862–2011) | Einwohnerzahl der Gemeinde Santo Antão do Tojal (1862–2011) | Einwohnerzahl der Gemeinde Santo Antão do Tojal (1862–2011) |
| ----------------------------------------------------------- | ----------------------------------------------------------- | ----------------------------------------------------------- | ----------------------------------------------------------- | ----------------------------------------------------------- | ----------------------------------------------------------- | ----------------------------------------------------------- | ----------------------------------------------------------- | ----------------------------------------------------------- | ----------------------------------------------------------- | ----------------------------------------------------------- |
| 1862                                                        | 1864                                                        | 1890                                                        | 1900                                                        | 1911                                                        | 1920                                                        | 1930                                                        | 1940                                                        | 1991                                                        | 2001                                                        | 2011                                                        |
| 921                                                         | 968                                                         | 1 184                                                       | 1 349                                                       | 1 433                                                       | 1 390                                                       | 1 392                                                       | 1 461                                                       | 4 103                                                       | 4 192                                                       | 4 226                                                       |

## Söhne und Töchter der Gemeinde
- Sebastião Gonçalves Tibau (1587-nach 1616), Pirat
- Felix de Avellar Brotero (1744–1828), Botaniker
- Augusto Dias da Silva (1887–1928), Politiker, Finanzminister 1919